# Aššina
Aššina je bio sin Upadarme i satrap Elama. Nakon političkih previranja oko perzijskog prijestolja 522. pr. Kr. kada je Darije Veliki zbacio uzurpatora Gaumatu, diljem Perzijskog Carstva izbile su pobune pa tako i u Elamu na čijem je čelu vladao Aššina. Pobuna je brzo ugušena početkom listopada iste godine, o čemu svjedoče Darijevi Behistunski natpisi koji prikazuju sve njegove protivnike poslagane kronološki prema datumima njihove smrti. Primjerice Nidintu-Bel, koji je prikazan iza Aššine, poražen je u prosincu. Na natpisima piše kako je zarobljeni pobunjenik Aššina u okovima doveden pred Darija, koji ga je osobno ubio. Aššina je specifičan po tome što je bio elamskog podrijetla, no nosio je iransko ime.
Aššinova smrt nije označila kraj elamske pobune, budući kako je novi vladar Martija nastavio ustanak. Nakon samo pola godine vladavine ubilo ga je lokalno stanovništvo (lipanj 521. pr. Kr.). Martiju je zamijenio novi satrap Atamaita, kojeg je u jesen iste godine zarobio perzijski general Gobrias, nakon čega ga je Darije pogubio dok je Gobrias imenovan elamskim satrapom. 

## Poveznice
- Darije Veliki
- Gobrias
- Martija
- Atamaita

| Prethodnik:  | Satrap Elama (? - listopad 522. pr. Kr.) | Nasljednik:                                   |
| Upadarma (?) | Satrap Elama (? - listopad 522. pr. Kr.) | Martija (listopad 522. - lipanj 521. pr. Kr.) |

## Vanjske poveznice
- Aššina (Livius.org, Jona Lendering)  Arhivirana inačica izvorne stranice od 14. svibnja 2011. (Wayback Machine)